# Aglyptodactylus securifer
Aglyptodactylus securifer е вид земноводно от семейство Mantellidae. Видът е незастрашен от изчезване.

## Разпространение
Разпространен е в Мадагаскар.

## Описание
Популацията на вида е намаляваща.